# (100505) 1997 AA9
(100505) 1997 AA9 es un asteroide perteneciente al cinturón de asteroides, descubierto el 2 de enero de 1997 por el equipo del Spacewatch desde el Observatorio Nacional de Kitt Peak, Arizona, Estados Unidos.

## Designación y nombre
Designado provisionalmente como 1997 AA9.

## Características orbitales
1997 AA9 está situado a una distancia media del Sol de 2,990 ua, pudiendo alejarse hasta 3,305 ua y acercarse hasta 2,675 ua. Su excentricidad es 0,105 y la inclinación orbital 6,320 grados. Emplea 1888,66 días en completar una órbita alrededor del Sol.

## Características físicas
La magnitud absoluta de 1997 AA9 es 14,6. Tiene 6,498 km de diámetro y su albedo se estima en 0,08.